# لوکس پاسکال
لوکس پاسکال (به انگلیسی: Lux Pascal) با زادنام لوکاس بالماسیدا پاسکال (به انگلیسی: Lucas Balmaceda Pascal) (زاده ۴ ژوئن ۱۹۹۲) بازیگر و کنشگر حقوق تراجنسیتی‌های شیلیایی زاده آمریکا است. پدرو پاسکال برادر اوست. او یک زن ترنس است.